# Acrogomphus mohani
Acrogomphus mohani är en trollsländeart som beskrevs av Sahni 1965. Acrogomphus mohani ingår i släktet Acrogomphus och familjen flodtrollsländor. Inga underarter finns listade i Catalogue of Life.